# Кореа (гміна Рахані)
Кореа (пол. Korea) — колонія у Польщі, розташоване в Люблінському воєводстві Томашівського повіту, ґміни Рахане.